# 铁州 (渤海国)
铁州，渤海国的中京显德府所领六州之一。
铁州辖境相当今吉林省敦化市西南大蒲柴河马圈子古城（才浪河古城）西南60里处，一说在辉南县境，一说在吉林省和龙县西古城子之西南60里之英子城古城（今西古城子西南30里有卧龙铁矿）。因地产铁而得名，为渤海产铁重镇。下辖位城、河端、苍山、龙珍等四县。辽朝灭渤海，废铁州，天显三年（928年）移百姓居今辽宁营口一带，仍以原州名置铁州（治在今辽宁省大石桥市东南34里汤池镇）。金朝废。         